# MKS Dąbrowa Górnicza
Maillots
Le MKS Dąbrowa Górnicza est un club féminin de volley-ball polonais fondé en 1992 et  basé à Dąbrowa Górnicza, évoluant pour la saison 2018-2019 en  I liga.

## Historique
- MMKS Dąbrowa Górnicza (1992-2007)
- MKS Dąbrowa Górnicza (2007-2009)
- Enion Energia MKS Dąbrowa Górnicza (2009-2010)
- Tauron MKS Dąbrowa Górnicza (2010-2013)
- Tauron Banimex MKS Dąbrowa Górnicza (2013-2015)
- Tauron MKS Dąbrowa Górnicza (2015-...)

## Palmarès
- Coupe de Pologne[4]
  - Vainqueur : 2012, 2013.
- Supercoupe de Pologne[4]
  - Vainqueur : 2012, 2013.
- Championnat de Pologne[4]
  - Finaliste : 2013.

## Effectifs

### Saison 2018-2019
| No                                                                                      | Nom                                                                                     | Date de naissance                                                                       | Taille                         | Poids                          | Poste                          |
| --------------------------------------------------------------------------------------- | --------------------------------------------------------------------------------------- | --------------------------------------------------------------------------------------- | ------------------------------ | ------------------------------ | ------------------------------ |
| 1                                                                                       | Katarzyna Bryda                                                                         | 30 avril 1990                                                                           | 181                            | 78                             | Réceptionneuse-attaquante      |
| 2                                                                                       | Kamila Colik                                                                            | 16 juillet 1991                                                                         | 165                            | 60                             | Libero                         |
| 3                                                                                       | Zuzanna Szynkiel                                                                        | 24 novembre 1999                                                                        | 179                            |                                | Réceptionneuse-attaquante      |
| 5                                                                                       | Paulina Stroiwąs                                                                        | 17 mai 1994                                                                             | 197                            | 96                             | Centrale                       |
| 7                                                                                       | Aleksandra Lipska                                                                       | 25 février 1998                                                                         | 183                            | 70                             | Attaquante                     |
| 9                                                                                       | Małgorzata Lis                                                                          | 14 avril 1981                                                                           | 185                            | 70                             | Centrale                       |
| 10                                                                                      | Dorota Ściurka                                                                          | 7 janvier 1981                                                                          | 180                            | 67                             | Réceptionneuse-attaquante      |
| 12                                                                                      | Agnieszka Czerwińska                                                                    | 7 juin 2000                                                                             | 181                            | 68                             | Réceptionneuse-attaquante      |
| 14                                                                                      | Agata Michalewicz                                                                       | 28 avril 1998                                                                           | 181                            | 63                             | Passeuse                       |
| 15                                                                                      | Aneta Wilczek                                                                           | 12 novembre 1997                                                                        | 177                            |                                | Réceptionneuse-attaquante      |
| 16                                                                                      | Sandra Szczygioł                                                                        | 8 décembre 1989                                                                         | 179                            | 74                             | Attaquante                     |
| 17                                                                                      | Anna Bodasińska                                                                         | 15 juin 1998                                                                            | 172                            |                                | Libero                         |
|                                                                                         |                                                                                         |                                                                                         |                                |                                |                                |
| Encadrement technique                                                                   | Encadrement technique                                                                   |                                                                                         | Légende                        | Légende                        | Légende                        |
| Entraîneur : Adam Grabowski                                                             | Entraîneur : Adam Grabowski                                                             | Entraîneur : Adam Grabowski                                                             | : Capitaine                    | : Capitaine                    | : Capitaine                    |
| Entraîneur(s) adjoint(s) : Magdalena Śliwa Entraîneur(s) adjoint(s) : Ireneusz Borzęcki | Entraîneur(s) adjoint(s) : Magdalena Śliwa Entraîneur(s) adjoint(s) : Ireneusz Borzęcki | Entraîneur(s) adjoint(s) : Magdalena Śliwa Entraîneur(s) adjoint(s) : Ireneusz Borzęcki | : Joueuse blessée actuellement | : Joueuse blessée actuellement | : Joueuse blessée actuellement |